# Pensacola
Pensacola är en hamnstad vid Pensacola Bay i Escambia County i nordvästra delen av delstaten Florida i USA. 

## Äldre historia i korthet
- 1513: Området siktas av upptäcktsresanden Juan Ponce de León
- 1516: Don Diego Miruelo seglar som förste europé in i Pensacola Bay
- 1559: Don Tristán de Luna y Arellano grundlägger den första bosättningen ("Bahía Santa María de Filipina") i nuvarande USA på Santa Rosa Island vid nuvarande Pensacola, bosättningen får 1 500 invånare
- 1561: Bosättningen förstörs av en orkan, endast 2 personer överlever
- 1698: En permanent koloni upprättas av Spanien och blir den största i Florida, namnet Pensacola kommer efter indianstammen Panzacola
- 1719: Frankrike erövrar kolonin
- 1722: Spanjorerna återerövrar kolonin som bränts av fransmännen under striderna
- 1763: Vid slutet av Sjuårskriget intas Pensacola av britterna, och blir huvudstad för British West Florida
- 1775-1783: Under amerikanska frihetskriget förblir Florida lojalt mot den brittiska kronan
- 1781: I Slaget vid Pensacola attackeras britterna av spanjorerna som återerövrar Västra Florida. Vid frihetskrigets slut återfår spanjorerna även Östra Florida
- 1813, 1814, 1818; General Andrew Jackson försöker utan framgång erövra Florida för USA:s räkning
- 1821: Pensacola och övriga Florida övergår i amerikansk ägo i och med Adams-Onísfördraget där det försvagade Spanien sålde hela sin Floridabesittning samt vissa andra mindre territorier till USA för 5 miljoner dollar.

## Klimat
Klimatet är subtropiskt med milda vintrar och heta, fuktiga somrar. Medeltemperaturen, dagtid, är på sommaren 32 °C och på vintern 17 °C Värmerekordet slogs 14 juli 1980 med 41.1 °C. Köldrekordet slogs 21 januari 1985 med -15 °C. Snö faller sällan, senast den 26 december 2004 såg man några få flingor. I genomsnitt faller 1 500 mm regn varje år. 

## Befolkning
Befolkningen är till 64,91 % vit, 30,58 % svart, 1,77 % asiatisk och 2,07 % latinamerikansk. Inkluderas förorterna ökar den vita och minskar den svarta andelen av befolkningen. En stor andel av de vita har anglosaxiskt ursprung. I religiöst hänseende är 93 % kristna, varav 77 % protestanter och 15 % romerska katoliker. I presidentvalet 2004 röstade 65 % av väljarna i Escambia county för George W. Bush. Området har inte varit för en demokratisk presidentkandidat sedan John F Kennedy 1960. Liksom övriga norra Florida röstade man 1968 för George Wallace.

## Näringsliv och ekonomi
Den viktigaste arbetsgivaren är sedan länge den stora flygbas som USA:s flotta har sydväst om staden.
Pensacola News Journal är stadens, och även nordvästra Floridas, största dagstidning. I staden finns också Pensacola Magazine.

## Utbildning
University of West Florida (förkortat UWF) är stadens universitet med omkring 11 000 studenter. Skolan är bland annat känd för att vara mycket framstående inom reklamområdet, och har vunnit tävlingen National Student Advertising Competition (NSAC) tre gånger i konkurrens med landets största universitet.

## Kända personer
Kända personer från Pensacola är bland andra sprintern Justin Gatlin och boxaren Roy Jones, Jr..

## Bildgalleri

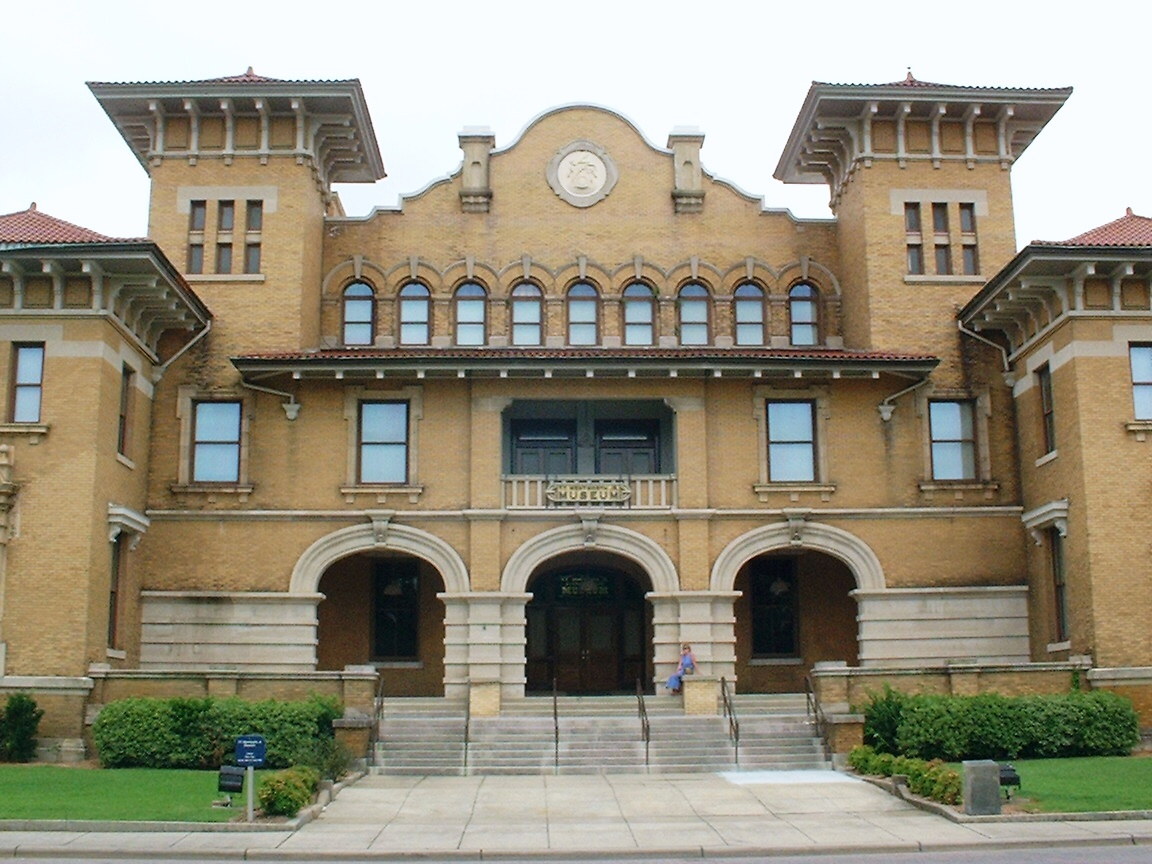
T.T. Wentworth Jr. Florida State Museum, byggt på 1800-talet
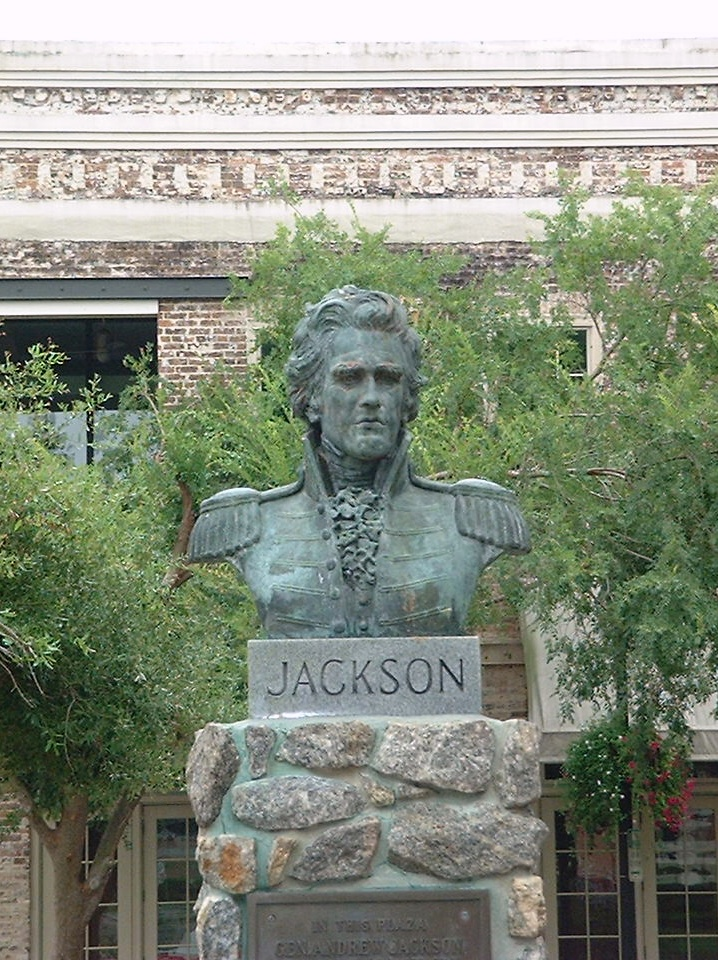
En byst av Andrew Jackson vid Plaza Ferdinand VII, där Jackson svors in som guvernör
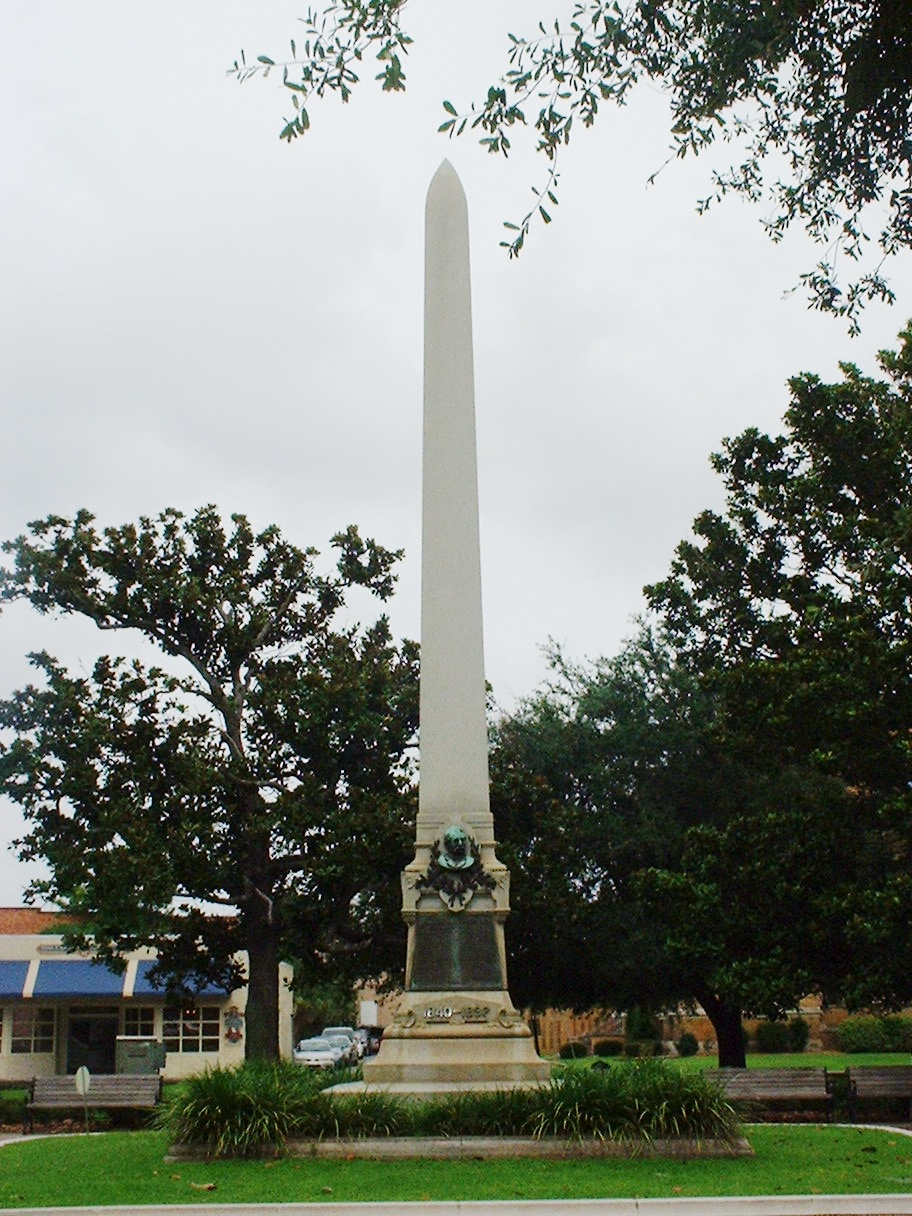
General William Dudley Chipley